# Convento di San Francesco (Susa)
Il convento dei Frati Minori di Susa è un complesso francescano fondato nel primo quarto del XIII secolo all'esterno delle mura di Susa. Le sue strutture medioevali sono ben conservate: sono visibili due chiostri e la sala capitolare, mentre la chiesa possiede pregevoli affreschi.

## Storia
Il convento dei Frati Minori di Susa vede le prime attestazioni nei documenti risalenti al 1250 e la sua fondazione è quindi attribuibile al secondo-terzo decennio del XIII secolo. Nel 1275-76 si trova la prima traccia nei documenti del conte Filippo I di Savoia.

### La fondazione leggendaria
Secondo la leggenda, il convento segusino sarebbe stato fondato dallo stesso San Francesco durante il passaggio a Susa nel 1214, diretto in Francia attraverso la Via Francigena del Moncenisio. La fondazione sarebbe avvenuta in accordo con Beatrice, consorte di Tommaso I di Savoia e il santo avrebbe lasciato una propria manica in eredità al convento.

## Struttura architettonica
Il complesso, adagiato nel dolce declivio che sovrasta a sud la città di Susa, vede la chiesa affiancato a sud da due chiostri successivi, a livelli differenti di altezza.

### La chiesa

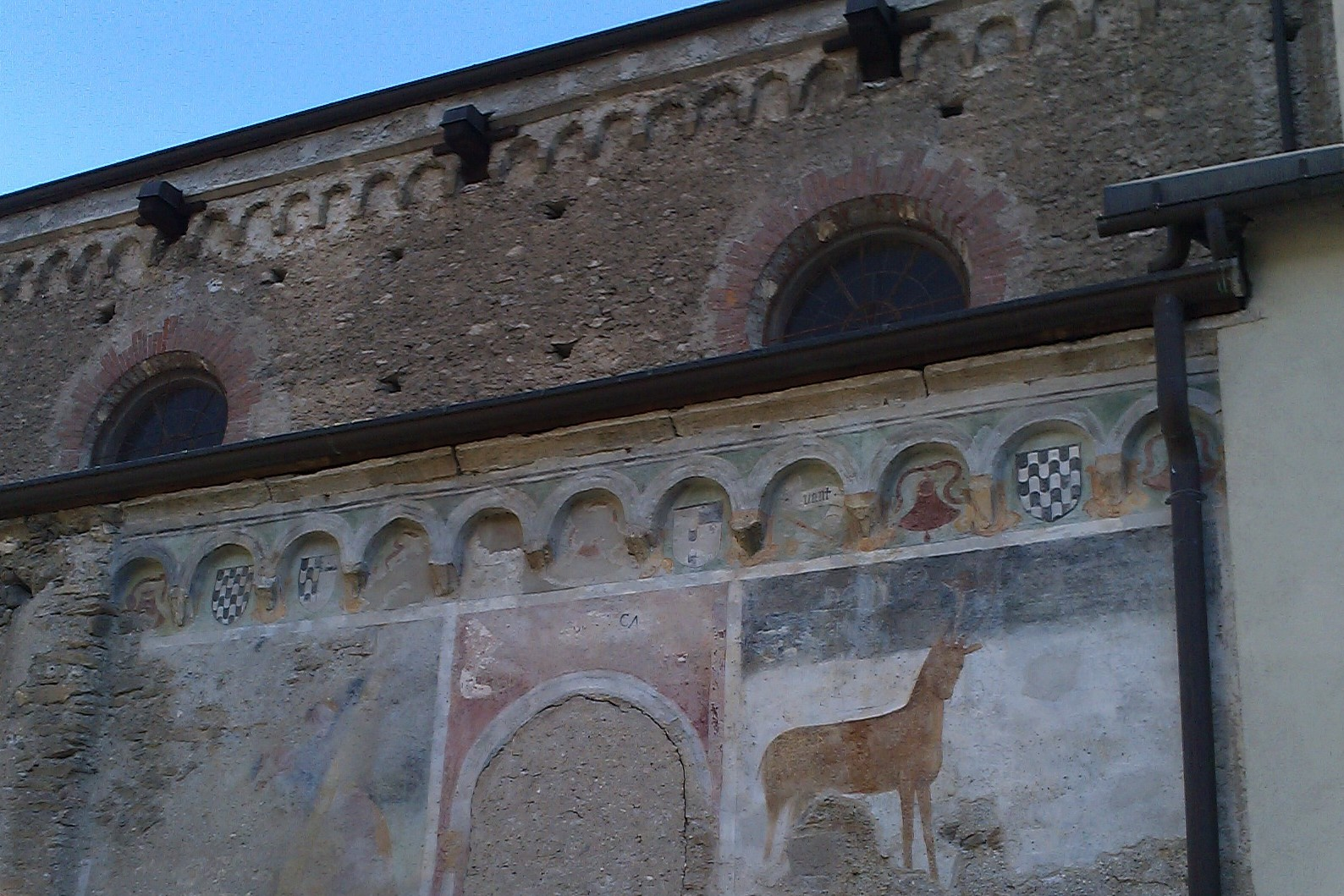
Susa, parete nord di San Francesco

La chiesa, di cui alcuni studiosi ipotizzano una fondazione su preesistenze romane, è orientata est-ovest, con abside eptagonale a oriente, impianto basilicale, navata centrale larga il doppio delle navate laterali. Il pavimento attuale è circa un metro al di sotto del piano stradale esterno, probabilmente salito di quota per le alluvioni del Rio Gelassa, che sul lato posteriore del complesso aveva accumulato fino a quattro metri di detriti. Al di sotto del transetto sinistro è stata rinvenuta una cripta con notevoli resti ossei.
La chiesa all'altezza del transetto presenta pregevoli affreschi. Nel transetto sinistro, in un contesto che ha patito i segni di un lungo oblio della decorazione, vi sono La crocefissione, Il Giudizio Universale, Il contrasto dei tre vivi e dei tre morti databile agli inizi del XIV secolo come quello della cappella del Conte di San Giorio, frammenti di una Madonna, nel sottarco Cristo e santi e sulla volta gli Evangelisti. Nel transetto destro si ammirano Gli Evangelisti e I SS. Pietro e Paolo della seconda metà del Quattrocento e attribuito ai Serra di Pinerolo, attivi in valle anche a Giaglione, Sauze d’Oulx e San Giusto di Susa. Sono inoltre presenti La Vergine, La Maddalena e San Bernardo.
La facciata presenta un portale fortemente strombato e una ghimberga che lo ingloba. Affreschi lacunosi compaiono anche sul fianco nord della Chiesa.

### I chiostri

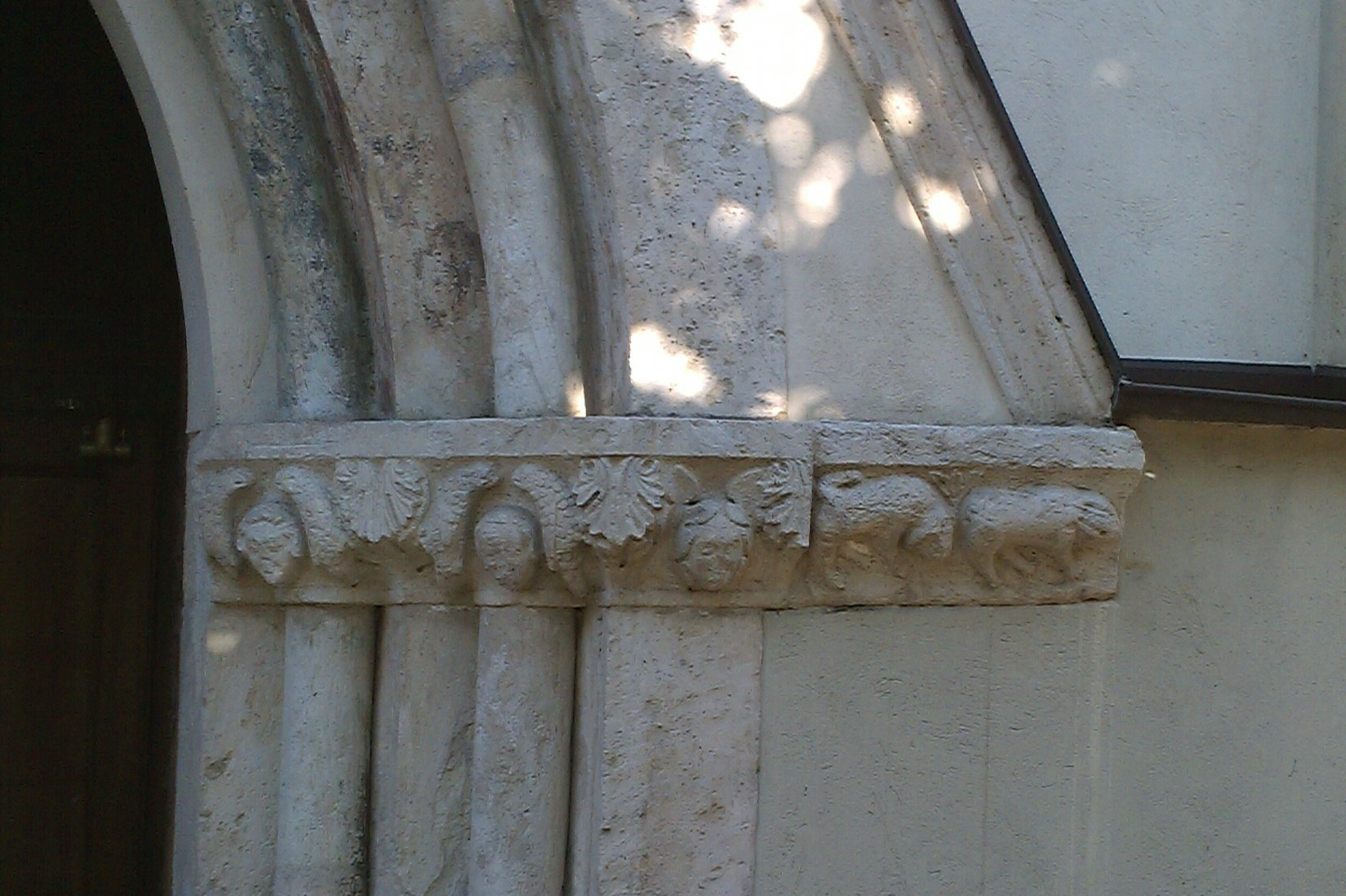
Susa, San Francesco, particolare del portale

I due chiostri sono collocati sul lato sud, a differenti quote del terreno. Il primo che si incontra, accedendo dalla chiesa, è detto di San Francesco. Vi si affaccia la sala capitolare. Dal primo chiostro si accede al secondo, detto di Sant'Antonio, più ristretto. Vi compaiono lunette affrescate. Al secondo piano si trova una loggia detta di Frate Elia.
L'affresco Sant'Anna, La Madonna col Bambino e un donatore, forse proveniente dalla chiesa, è ora murato nel chiostro di San Francesco ed è stato attribuito al Maestro di Cercenasco.

### La sala del capitolo
Durante i restauri degli anni Duemila, nella sala del capitolo situata immediatamente a sud del transetto destro, sono stati ritrovati al di sotto di una cornice altri affreschi risalenti agli anni quaranta del Trecento. Si tratta di un paramento di marmi variegati, altri santi francescani e un San Francesco che riceve le stigmate, una Santa Chiara e un San Ludovico di Tolosa. La cornice affrescata con medaglioni quadrilobi inscrive figure di santi e beati francescani ritratti alla metà del Trecento.

## I restauri e il ritorno del francescani
Ridotto a magazzino in epoca napoleonica e destinato a usi civili fino all'ultimo quarto del XIX secolo, il complesso, poi restaurato per volontà delle sorelle Sollier da Edoardo Arborio Mella. Sul finire dell'Ottocento per richiesta del vescovo di Susa, Beato Edoardo Giuseppe Rosaz, i Francescani fecero ritorno nel convento.

## L'attuale assetto del complesso
Per decisione dell'ordine, i frati minori non presidiano più il complesso segusino. Attualmente il complesso di San Francesco ospita una foresteria frequentata dai pellegrini che ripercorrono la Via Francigena del Moncenisio.